# Szkielety metalo-organiczne
Szkielety metalo-organiczne lub metaliczno-organiczne (MOFs, z ang. metal-organic frameworks) – porowate polimery koordynacyjne zbudowane z organicznych linkerów połączonych z jonami lub klastrami jonów metali, tworzące dwu- lub trójwymiarowe struktury. Materiały te łączą dwie pozornie przeciwstawne cechy – porowatość i krystaliczność. Dzięki swoim niezwykłym właściwościom, materiały te znalazły zastosowanie w separacji i magazynowaniu gazów, rozdziale mieszanin, heterokatalizie, sensingu, adsorpcji ksenobiotyków czy transporcie leków. MOFy stanowią stosunkowo nową dziedzinę chemii materiałowej, gdyż po raz pierwszy zostały opisane w 1999r.

## Budowa
Klastry budujące szkielety metalo-organiczne poza jonami metalu mogą zawierać również inne jony, takie jak aniony tlenkowe, hydroksylowe, fluorkowe itp. Linkery to najczęściej sztywne cząsteczki zawierające co najmniej dwie grupy funkcyjne mogące koordynować do jonów metali, przy czym najczęściej spotyka się grupy karboksylowe i pierścienie heterocykliczne. Linkery mogą również zawierać grupy funkcyjne niezaangażowane w wiązania koordynacyjne z klastrami, które mogą jednak wpływać na właściwości materiału. Zamiana linkerów na linkery o większej długości i takiej samej geometrii prowadzi najczęściej do otrzymania materiału o większych porach przy zachowaniu takiej samej struktury sieci krystalicznej, co jest nazywane ekspansją izoretykularną.                    

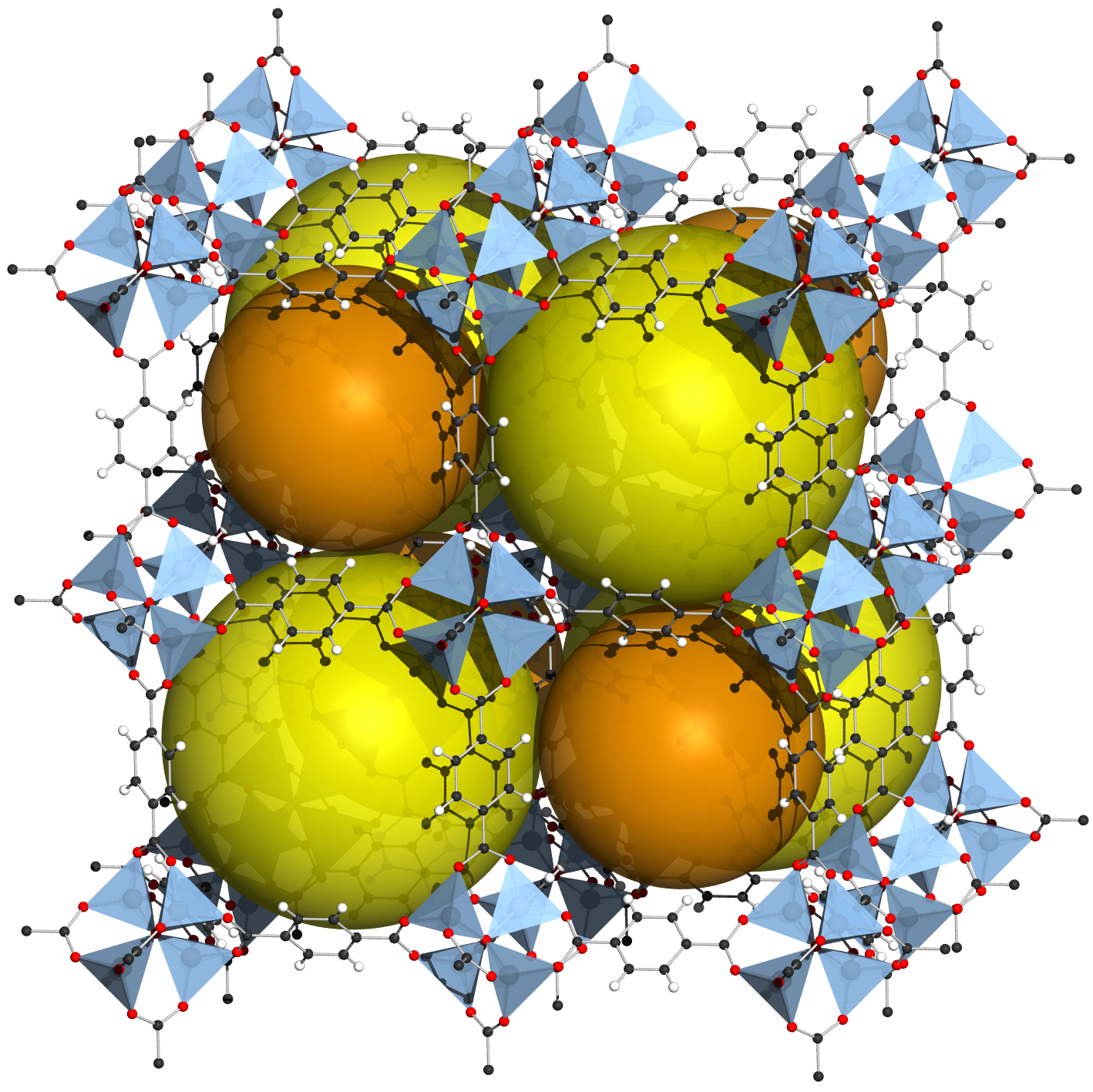
Schemat MOF-a na przykładzie materiału IRMOF-1, zbudowanego z klastrów cynkowych oraz linkerów tereftalowych. Kolorem żółtym i pomarańczowym zaznaczono pory występujące w tym materiale.

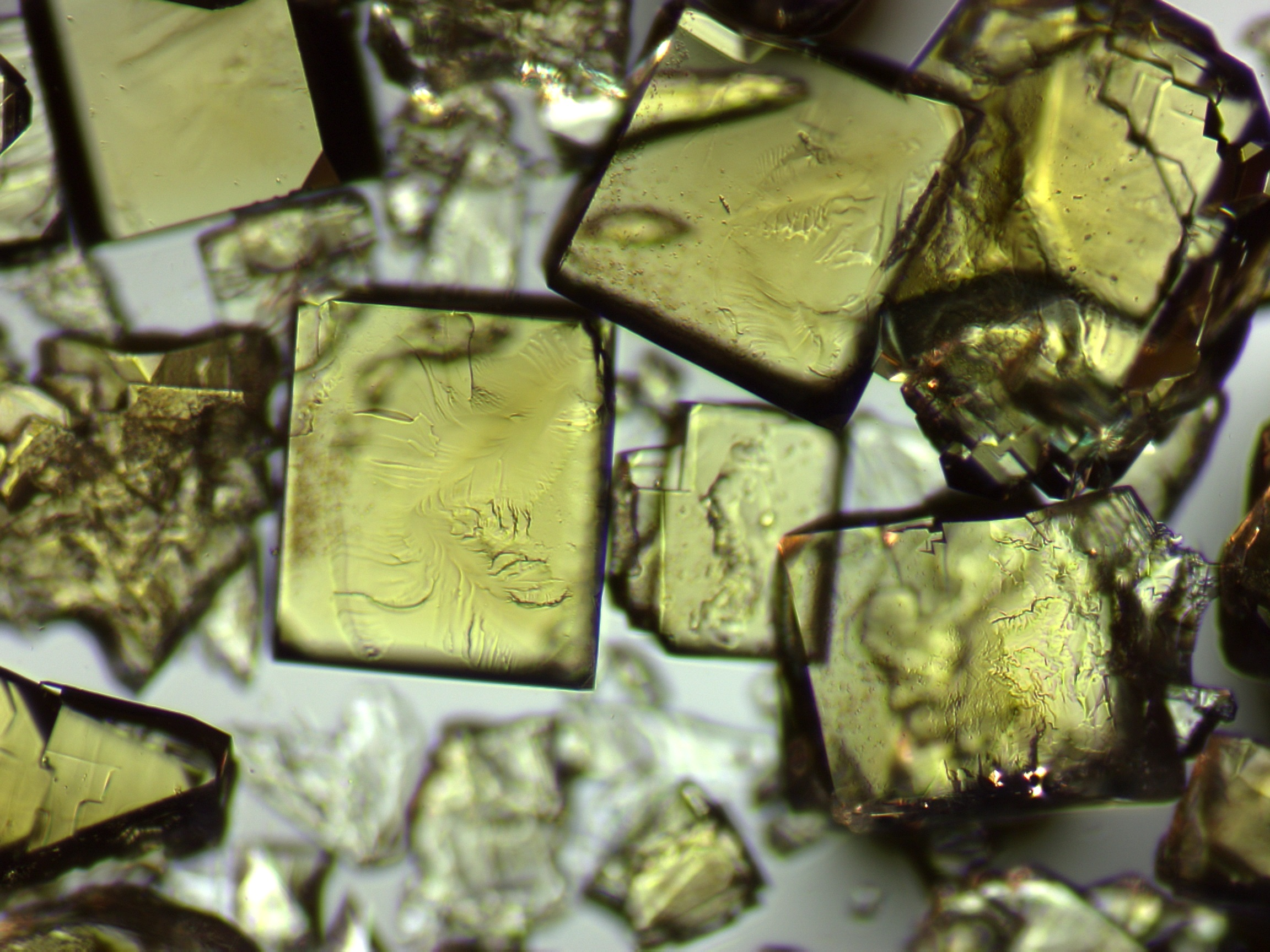
Kryształy MOF-a (IRMOF-3) spod mikroskopu optycznego.

### Katenacja

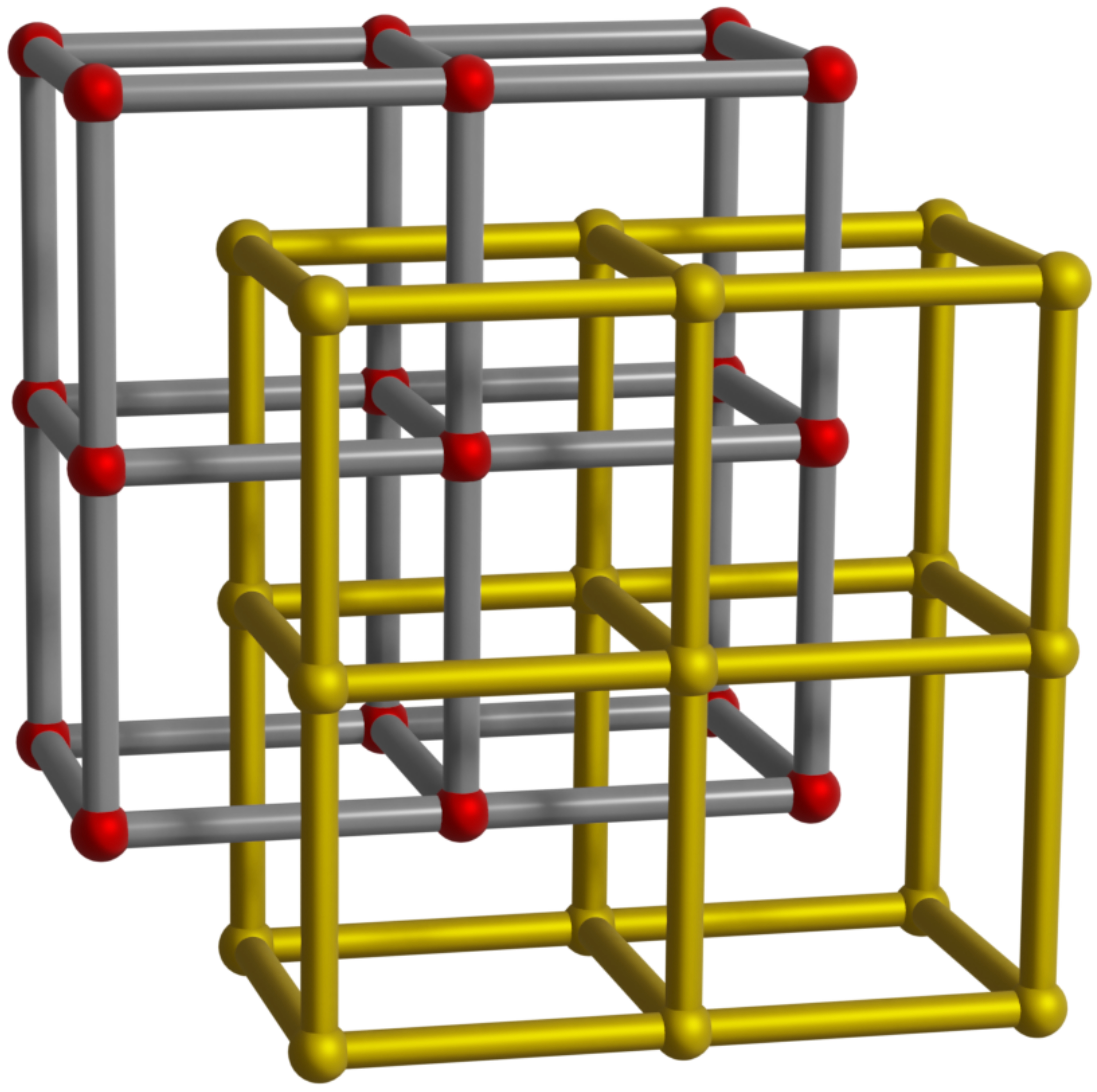
Schematyczne przedstawienie katenacji sieci krystalicznych w szkielecie metalo-organicznym. Dla zwiększenia czytelności jedną z sieci zaznaczono żółtym kolorem.

Synteza szkieletów metalo-organicznych z użyciem coraz dłuższych linkerów prowadzi do powstania sieci o coraz większych porach, co w niektórych przypadkach może skutkować katenacją, czyli współwystępowaniem dwóch lub więcej identycznych sieci krystalicznych zajmujących wzajemnie część objętości porów innych sieci, tak jak to pokazano na rysunku obok. Katenacja jest często uważana za zjawisko niekorzystne, ponieważ zmniejsza objętość porów w materiale. Niektóre badania pokazują jednak, że skatenowane MOF-y mogą wykazywać korzystniejszą sorpcję niektórych gazów w porównaniu do materiałów nieskatenowanych.

### MTV MOF-y
Do konstrukcji szkieletu metalo-organicznego można jednocześnie wykorzystać kilka linkerów które mogą zajmować równoważne pozycje w sieci krystalicznej. Takie materiały nazywamy MTV MOF-ami (ang. Multivariate Metal-Organic Frameworks). Zależność między składem a właściwościami takich materiałów często jest nieliniowa, co świadczy o kooperatywnym oddziaływaniu grup funkcyjnych między sobą w takim materiale. 

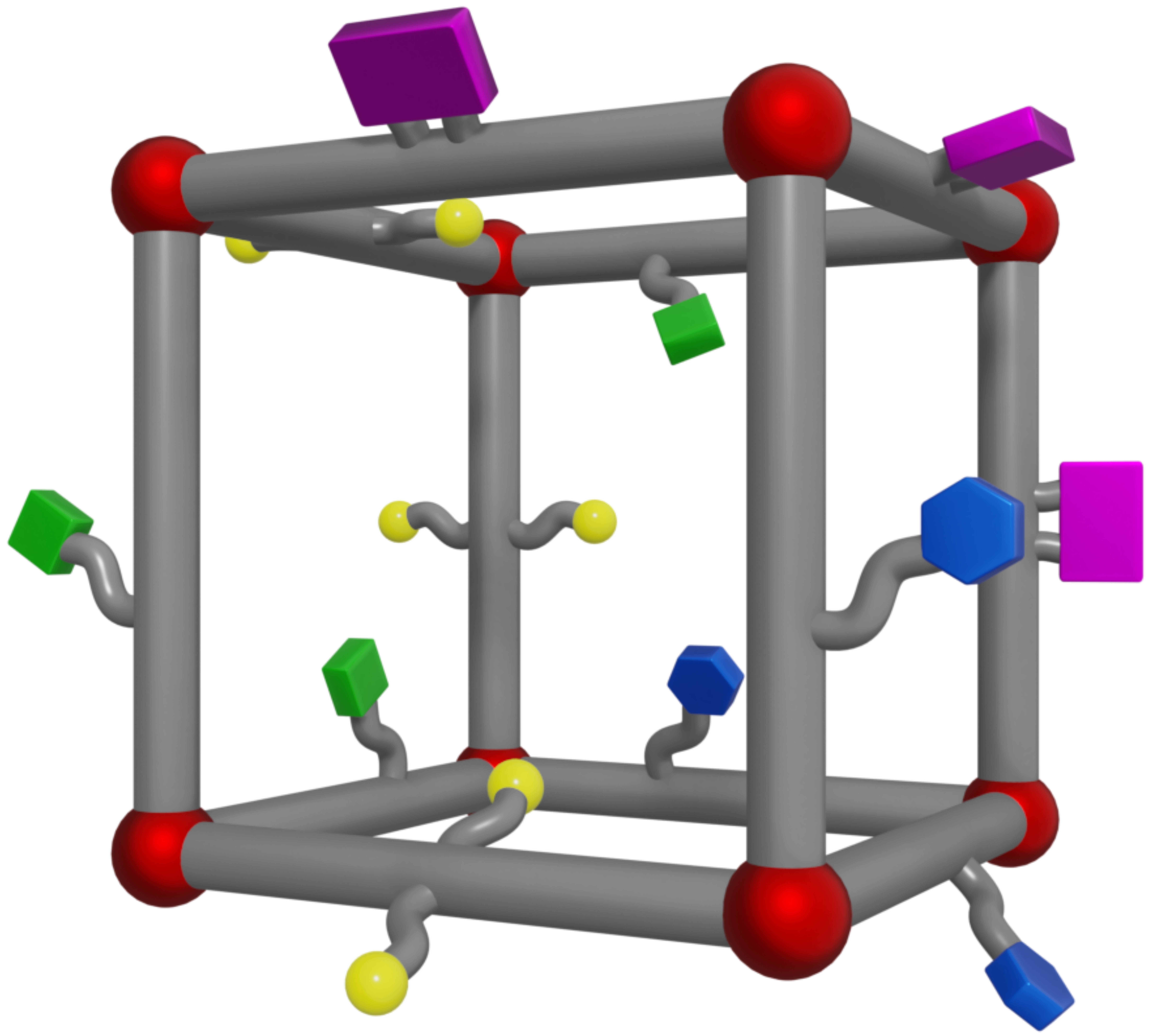
Schematyczne przedstawienie budowy MTV MOF-a zawierającego jednocześnie cztery różne grupy funkcyjne.

## Synteza
Synteza szkieletów metalo-organicznych polega na samoorganizacji nieorganicznych klastrów i organicznych linkerów, które za pomocą mocnych wiązań koordynacyjnych tworzą krystaliczny polimer koordynacyjny. Żeby taka samoorganizacja była możliwa, konieczne jest zapewnienie warunków, w których wiązania klastrów z ligandami mogą się nie tylko tworzyć, ale i rozpadać, co osiąga się dostarczając do układu energię na przykład w postaci ciepła, energii mechanicznej, promieniowania i innych. W takich warunkach możliwa jest korekcja błędów i otrzymanie struktur o wysokim stopniu krystaliczności.

### Synteza solwotermalna
Jedną z najczęściej stosowanych metod otrzymywania MOF-ów jest synteza solwotermalna. Polega ona na prowadzeniu reakcji w rozpuszczalniku w podwyższonej temperaturze, czasem również pod zwiększonym ciśnieniem. Zastosowanie wysokiej temperatury zapewnia odwracalne tworzenie wiązań metal-ligand, co skutkuje powstaniem materiału o wysokiej krystaliczności. Krytycznie ważny jest dobór rozpuszczalnika, który musi jednocześnie rozpuszczać substraty organiczne i nieorganiczne. Najczęściej stosuje się wysokowrzące rozpuszczalniki z grupą amidową, takie jak dimetyloformamid i dimetyloacetamid, oraz mieszaniny wody z rozpuszczalnikami organicznymi. Synteza solwotermalna cieszy się popularnością głównie ze względu na jej prostotę i otrzymywanie materiałów o dużym stopniu krystaliczności. Problematyczne może być jednak otrzymywanie tym sposobem materiałów zawierających wrażliwe grupy funkcyjne, takie jak azydkowa, aldehydowa itp., które w warunkach syntezy solwotermalnej mogą ulegać niekontrolowanym reakcjom ubocznym.
Po syntezie szkieletu metalo-organicznego w porach materiału pozostają duże ilości rozpuszczalnika, nieprzereagowanych substratów i innych zanieczyszczeń, które należy usunąć. Powszechną praktyką jest wielokrotne przemywanie MOF-a za pomocą tego samego rozpuszczalnika który był użyty do syntezy, co umożliwia usunięcie nieprzereagowanych linkerów i soli nieorganicznych. Po tym etapie pozostały w porach materiału wysokowrzący rozpuszczalnik również należy usunąć. Usunięcie takiego rozpuszczalnika przez suszenie jest często nieskuteczne ze względu na jego niską prężność pary, dlatego najpierw za pomocą przemywania zamienia się go na rozpuszczalnik niskowrzący, taki jak dichlorometan, eter dietylowy itp., którego usunięcie przez suszenie jest znacznie prostsze.

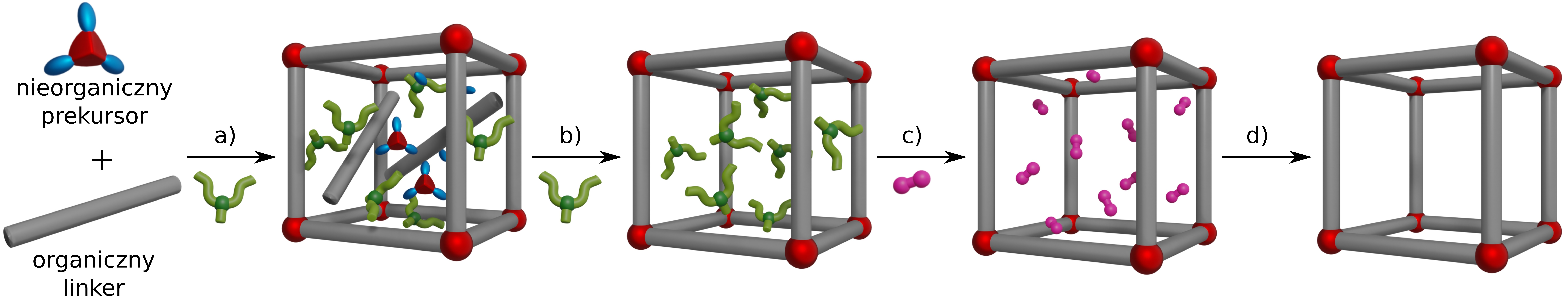
Schematyczne przedstawienie syntezy szkieletu metalo-organicznego. a) Reakcja nieorganicznych prekursorów i organicznych linkerów w wyniku której powstaje MOF. b) Przemywanie wysokowrzącym rozpuszczalnikiem w celu usunięcia pozostałości substratów. c) Przemywanie niskowrzącym rozpuszczalnikiem w celu usunięcia wysokowrzącego. d) Usunięcie niskowrzącego rozpuszczalnika poprzez suszenie.

### Alternatywne metody syntezy
W ostatnim czasie obserwuje się rozwój alternatywnych metod otrzymywania MOF-ów, takich  jak syntezy mechanochemiczne, elektrochemiczne, sonochemiczne czy wykorzystujące promieniowanie mikrofalowe. Metody te wymagają jednak zastosowania specjalistycznej aparatury, dlatego są wykorzystywane znacznie rzadziej niż konwencjonalna synteza solwotermalna.

## Post-syntetyczna modyfikacja
Wiele MOF-ów nie może zostać otrzymanych w wyniku bezpośredniej reakcji nieorganicznych i organicznych substratów, ponieważ wchodzące i ich skład bloki budulcowe mają właściwości fizyczne i chemiczne niekompatybilne z wymagającymi warunkami syntezy tych materiałów, co może skutkować niepożądanymi reakcjami ubocznymi w trakcie syntezy. Rozwiązaniem tego problemu jest post-syntetyczna modyfikacja (PSM, ang. Post-Synthetic Modification) wcześniej otrzymanego materiału, która zachodzi zwykle w o wiele łagodniejszych warunkach niż synteza MOF-ów. Podstawowe rodzaje post-syntetycznej modyfikacji to wymiana linkerów, jonów budujących klastry, przeciwjonów oraz kowalencyjna modyfikacja linkerów.

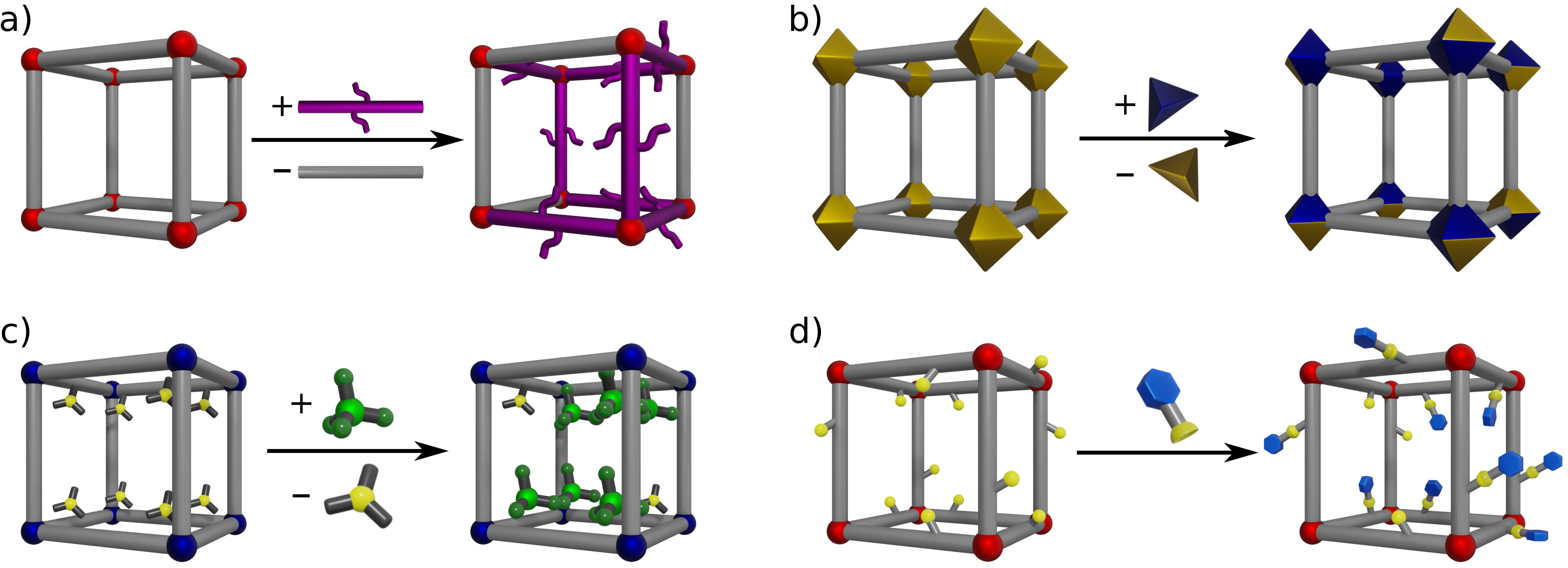
Schematyczne przedstawienie czterech podstawowych rodzajów post-syntetycznej modyfikacji. a) Wymiana linkerów. b) Wymiana jonów metalu w klastrze. c) Wymiana przeciwjonów. d) Kowalencyjna modyfikacja linkerów.

### Wymiana organicznych linkerów
Linkery budujące MOF-y mogą zostać zamienione na inne, o ile charakteryzują się podobną budową, czyli mają te same grupy funkcyjne koordynujące do klastrów metali oraz podobną długość. Jako przykład można podać wymianę linkerów aminotereftalowych i bromotereftalowych w MOF-ach z rodziny UiO-66. Całkowita wymiana jednych linkerów na inne jest możliwa, jednak wymaga użycia do reakcji znacznych nadmiarów drugiego linkera. Znane są nieliczne przykłady wymiany linkerów na znacznie dłuższe w MOF-ach o budowie warstwowej.

### Wymiana jonów budujących klastry
Wymiana jonów metali budujących klastry jest możliwa, o ile obydwa kationy mają podobne preferencje koordynacyjne. Jako przykład można podać wymianę kationów cyrkonu (Zr4+) budujących klastry w materiale UiO-66 na kationy tytanu (Ti4+) lub hafnu (Hf4+). Warto zaznaczyć, że pierwiastki te leżą w tej samej grupie układu okresowego pierwiastków.

### Wymiana przeciwjonów
Ten sposób post-syntetycznej modyfikacji jest ograniczony tylko do niewielkiej grupy MOF-ów posiadających naładowany elektrycznie szkielet. Jako przykład można podać ZJU-28, do którego struktury za pomocą tej modyfikacji wprowadzono kationy kilku metali przejściowych. Dzięki temu materiał zyskał nowe właściwości katalityczne.

### Kowalencyjna modyfikacja linkerów
Chemiczna modyfikacja linkerów umożliwia wprowadzenie do struktury materiału różnorodnych, nowych funkcjonalności, od prostych grup funkcyjnych po złożone układy katalityczne lub nawet cząsteczki leków. Kowalencyjną modyfikację linkerów przeprowadza się najczęściej na MOF-ach z grupami aminowymi, ponieważ w łagodnych warunkach ulegają one wydajnej reakcji z chlorkami acylowymi, bezwodnikami kwasowymi oraz aldehydami. Znane są również post-syntetyczne modyfikacje MOF-ów z grupami azydkowymi, alkinowymi i aldehydowymi.

## Zastosowania

### Magazynowanie i separacja gazów
Małe rozmiary porów oraz duża ilość wolnych przestrzeni w MOF-ach wpływa na to, że są to obiecujące materiały do wychwytywania i magazynowania różnych gazów. Stopień, w jakim gaz może adsorbować się na powierzchni MOF-ów zależy do ciśnienia i temperatury. Generalnie adsorbcja gazów rośnie wraz ze spadkiem temperatury i wzrostem ciśnienia (aż do osiągnięcia maksimum, zwykle 20-30bar, po czym pojemność adsorbcji spada). Dodatkowo zauważono, że im większa powierzchnia właściwa materiału, tym większą objętość gazów możemy przechowywać. 
Bardzo ważnym przykładem zastosowania MOF-ów do magazynowania gazów jest przechowywanie metanu oraz wodoru, które są wykorzystywane jako paliwa. Znane są materiały, które wykazują adsorbcję metanu na poziomie 0,66g/g MOF-a (NU-1501-Al) czy 40g wodoru/1dm3 MOF-a (SNU-70, UMCM-9, PCN-610).  
Szkielety metalo-organiczne można również zastosować do separacji mieszanin gazowych. Aż 15% światowej produkcji energii poświęcanych jest na separację i oczyszczalnie gazów, gdyż wykorzystywana jest do tego, np. niezwykle energochłonna destylacja. Przykładem takiego rozdziału, który można przeprowadzić za pomocą MOF-ów, może być separacja ksenon/krypton lub acetylen/etylen.  

### Kataliza heterogeniczna
Niektóre MOF-y mogą być wykorzystane jako katalizatory heterogeniczne. Na przykład MOF-y z grupami aminowymi udało się zastosować jako katalizatory addycji nukleofilowej. Wiele prac poświęcono MOF-om zawierającym ugrupowania salenowe, które udało się zastosować między innymi w reakcjach asymetrycznej epoksydacji i wielu innych. Właściwości katalityczne można też nadać MOF-om dzięki post-syntetycznej modyfikacji. Do tej pory udało się w ten sposób wprowadzić wiele typów katalizatorów, m.in. organokatalizatory asymetryczne, katalizatory metatezy, sprzęgania, utlenianiaKrzysztof M. Zwoliński, Michał J. Chmielewski, TEMPO-Appended Metal–Organic Frameworks as Highly Active, Selective, and Reusable Catalysts for Mild Aerobic Oxidation of Alcohols, „ACS Applied Materials & Interfaces”, 9 (39), 2017, s. 33956–33967, DOI: 10.1021/acsami.7b09914 [dostęp 2024-06-27] (ang.). i wiele innych. Tego typu wykorzystanie MOF-ów daje możliwość wykorzystania katalizatorów w wielu cyklach katalitycznych, co jest niezwykle ważne w przemyśle.

### Rozdział mieszanin
Rozdział i oczyszczalnie mieszanin jest jednym z najbardziej wymagających procesów w przemyśle. Jednym z ważnych przykładów potencjalnego  wykorzystania MOF-ów jest rozdział izomerów ksylenu, który jest niezwykle energochłonny, za względu na zbliżone temperatury wrzenia tych związków. Innym z zastosowań jest rozdział izomerów heksanu, alkenów i alkanów, barwników czy anionów. Dodatkowo MOF-y mają potencjalne zastosowanie w oczyszczaniu mieszanin, np. selektywne wychwytywanie jonów rtęci.